# توندوت (توندوت)
توندوت هي إحدى مشيخات المملكة المغربية، تتبع جغرافيا لإقليم ورززات وإداريًا لتوندوت. يقدر عدد سكانها بـ 3945 نسمة حسب الإحصاء الرسمي للسكان والسكنى لسنة 2004.